# Férfi egyéni műkorcsolya az 1992. évi téli olimpiai játékokon
Az 1992. évi téli olimpiai játékokon a műkorcsolya férfi egyéni versenyszámának rövid programját február 13-án, a kűrt február 15-én rendezték Tignes-ben. Az aranyérmet az Egyesített Csapat versenyzője, Viktor Petrenko nyerte. A versenyszámban nem vett részt magyar versenyző.

## Eredmények
Az egyes szakaszokban (rövid program, kűr) kilenc bíró pontozta a versenyzőket. A pontok alapján a bírók mindegyikénél külön-külön kialakult egy sorrend az egyes szakaszokra vonatkozóan és ez egy helyezési pontszámot is jelentett. Az egyes szakaszok eredménye a következő kritériumok alapján alakult ki:
1. „Többségi helyezések száma”. Az a versenyző végzett előrébb, akit a bírók többsége előrébb rangsorolt. A bírók többsége azt jelentette, hogy a legjobb 5 helyezést adó bíró helyezési pontszámait vették figyelembe, de ha az 5. bíró helyezésével még volt azonos helyezés, akkor az(oka)t is figyelembe vették. Ezt az adatot tartalmazza az oszlop. (Pl. a „6×3+” azt jelenti, hogy a versenyző 6 bírónál az első 3 hely valamelyikén végzett.)
2. „Többségi helyezések összege” (a figyelembe vett bírók helyezési pontszámainak összege)
3. „Helyezések összege” (az összes bíró helyezési pontszámainak összege)

A versenyszám végeredményét az összesített helyezési pontszám határozta meg, amely az alábbiak összegéből állt:
- A rövid program helyezési pontszámának 0,5-szerese (az összesítés 33,3%-a),
- A kűr helyezési pontszámának 1-szerese (az összesítés 66,7%-a).

Az alacsonyabb helyezési pontszámmal rendelkező versenyző végzett előrébb. Egyenlő helyezési pontszám esetén a kűrben elért jobb helyezés döntött.

### Rövid program
Az első 24 helyen végzett versenyző vehetett részt a kűrben.
A rövidítés jelentése a következő:
- Q: továbbjutás a kűrbe, helyezés alapján

| Hely. | Versenyző               | Nemzet                  | Többségi helyezések száma | Többségi helyezések összege | Helyezések összege | Pont  | Helyezési pontszám | Mj. |
| ----- | ----------------------- | ----------------------- | ------------------------- | --------------------------- | ------------------ | ----- | ------------------ | --- |
| 1.    | Viktor Petrenko         | Egyesített Csapat (EUN) | 9×1+                      | 9,0                         | 9,0                | 105,2 | 0,5                | Q   |
| 2.    | Petr Barna              | Csehszlovákia (TCH)     | 8×2+                      | 16,0                        | 19,0               | 103,3 | 1,0                | Q   |
| 3.    | Paul Wylie              | Egyesült Államok (USA)  | 5×3+                      | 14,0                        | 31,0               | 101,1 | 1,5                | Q   |
| 4.    | Kurt Browning           | Kanada (CAN)            | 5×4+                      | 18,0                        | 39,0               | 100,2 | 2,0                | Q   |
| 5.    | Alekszej Urmanov        | Egyesített Csapat (EUN) | 7×6+                      | 34,0                        | 50,0               | 98,7  | 2,5                | Q   |
| 6.    | Elvis Stojko            | Kanada (CAN)            | 5×6+                      | 23,0                        | 59,0               | 97,8  | 3,0                | Q   |
| 7.    | Christopher Bowman      | Egyesült Államok (USA)  | 6×7+                      | 39,0                        | 67,0               | 97,4  | 3,5                | Q   |
| 8.    | Michael Slipchuk        | Kanada (CAN)            | 6×9+                      | 46,0                        | 79,0               | 96,4  | 4,0                | Q   |
| 9.    | Todd Eldredge           | Egyesült Államok (USA)  | 5×9+                      | 38,0                        | 81,0               | 96,3  | 4,5                | Q   |
| 10.   | Vjacseszlav Zahorodnyuk | Egyesített Csapat (EUN) | 8×10+                     | 70,0                        | 81,0               | 96,2  | 5,0                | Q   |
| 11.   | Kagijama Maszakazu      | Japán (JPN)             | 6×11+                     | 57,0                        | 95,0               | 94,2  | 5,5                | Q   |
| 12.   | Steven Cousins          | Nagy-Britannia (GBR)    | 5×11+                     | 46,0                        | 96,0               | 93,9  | 6,0                | Q   |
| 13.   | Grzegorz Filipowski     | Lengyelország (POL)     | 6×14+                     | 79,0                        | 124,0              | 89,0  | 6,5                | Q   |
| 14.   | Nicolas Petorin         | Franciaország (FRA)     | 5×15+                     | 68,0                        | 145,0              | 86,7  | 7,0                | Q   |
| 15.   | David Liu               | Tajvan (TPE)            | 5×16+                     | 72,0                        | 148,0              | 86,3  | 7,5                | Q   |
| 16.   | Cameron Medhurst        | Ausztrália (AUS)        | 6×17+                     | 97,0                        | 161,0              | 84,1  | 8,0                | Q   |
| 17.   | Éric Millot             | Franciaország (FRA)     | 5×17+                     | 73,0                        | 152,0              | 86,5  | 8,5                | Q   |
| 18.   | Konstantīns Kostins     | Lettország (LAT)        | 5×17+                     | 82,0                        | 159,0              | 84,4  | 9,0                | Q   |
| 19.   | Gilberto Viadana        | Olaszország (ITA)       | 5×18+                     | 78,0                        | 154,0              | 84,6  | 9,5                | Q   |
| 20.   | Ralph Burghart          | Ausztria (AUT)          | 6×20+                     | 109,0                       | 172,0              | 82,7  | 10,0               | Q   |
| 21.   | Csong Szongil           | Dél-Korea (KOR)         | 5×21+                     | 92,0                        | 182,0              | 82,4  | 10,5               | Q   |
| 22.   | Murata Micuhiro         | Japán (JPN)             | 6×22+                     | 120,0                       | 191,0              | 79,2  | 11,0               | Q   |
| 23.   | Oula Jääskeläinen       | Finnország (FIN)        | 5×23+                     | 112,0                       | 212,0              | 76,5  | 11,5               | Q   |
| 24.   | Henrik Valentin         | Dánia (DEN)             | 5×24+                     | 119,0                       | 222,0              | 74,4  | 12,0               | Q   |
| 25.   | Zhang Zhubin            | Kína (CHN)              | 6×25+                     | 132,0                       | 214,0              | 76,4  | 12,5               |     |
| 26.   | Luka Klasinc            | Szlovénia (SLO)         | 7×26+                     | 170,0                       | 224,0              | 74,2  | 13,0               |     |
| 27.   | Marius Negrea           | Románia (ROU)           | 5×26+                     | 129,0                       | 239,0              | 71,8  | 13,5               |     |
| 28.   | I Szumin                | Észak-Korea (PRK)       | 9×28+                     | 247,0                       | 247,0              | 70,7  | 14,0               |     |
| 29.   | Tomislav Čižmešija      | Horvátország (CRO)      | 8×29+                     | 232,0                       | 262,0              | 64,3  | 14,5               |     |
| 30.   | Riccardo Olavarrieta    | Mexikó (MEX)            | 9×30+                     | 268,0                       | 268,0              | 61,9  | 15,0               |     |

### Kűr
| Hely. | Versenyző               | Nemzet                  | Többségi helyezések száma | Többségi helyezések összege | Helyezések összege | Pont  | Helyezési pontszám |
| ----- | ----------------------- | ----------------------- | ------------------------- | --------------------------- | ------------------ | ----- | ------------------ |
| 1.    | Viktor Petrenko         | Egyesített Csapat (EUN) | 7×1+                      | 7,0                         | 12,0               | 104,3 | 1,0                |
| 2.    | Paul Wylie              | Egyesült Államok (USA)  | 5×2+                      | 8,0                         | 23,0               | 103,5 | 2,0                |
| 3.    | Petr Barna              | Csehszlovákia (TCH)     | 8×3+                      | 20,0                        | 24,0               | 103,0 | 3,0                |
| 4.    | Christopher Bowman      | Egyesült Államok (USA)  | 7×5+                      | 32,0                        | 45,0               | 101,6 | 4,0                |
| 5.    | Alekszej Urmanov        | Egyesített Csapat (EUN) | 7×6+                      | 35,0                        | 52,0               | 101,1 | 5,0                |
| 6.    | Kurt Browning           | Kanada (CAN)            | 6×6+                      | 26,0                        | 51,0               | 101,1 | 6,0                |
| 7.    | Elvis Stojko            | Kanada (CAN)            | 8×7+                      | 52,0                        | 61,0               | 100,9 | 7,0                |
| 8.    | Vjacseszlav Zahorodnyuk | Egyesített Csapat (EUN) | 6×7+                      | 34,0                        | 60,0               | 100,3 | 8,0                |
| 9.    | Michael Slipchuk        | Kanada (CAN)            | 5×8+                      | 40,0                        | 76,0               | 99,0  | 9,0                |
| 10.   | Grzegorz Filipowski     | Lengyelország (POL)     | 6×11+                     | 62,0                        | 99,0               | 95,8  | 10,0               |
| 11.   | Todd Eldredge           | Egyesült Államok (USA)  | 7×12+                     | 77,0                        | 104,0              | 95,2  | 11,0               |
| 12.   | Steven Cousins          | Nagy-Britannia (GBR)    | 6×12+                     | 70,0                        | 113,0              | 94,0  | 12,0               |
| 13.   | Éric Millot             | Franciaország (FRA)     | 5×12+                     | 56,0                        | 110,0              | 94,2  | 13,0               |
| 14.   | Nicolas Petorin         | Franciaország (FRA)     | 5×13+                     | 58,0                        | 115,0              | 93,4  | 14,0               |
| 15.   | Kagijama Maszakazu      | Japán (JPN)             | 7×15+                     | 103,0                       | 135,0              | 91,0  | 15,0               |
| 16.   | Cameron Medhurst        | Ausztrália (AUS)        | 5×16+                     | 77,0                        | 154,0              | 86,9  | 16,0               |
| 17.   | Oula Jääskeläinen       | Finnország (FIN)        | 6×17+                     | 100,0                       | 155,0              | 85,7  | 17,0               |
| 18.   | Ralph Burghart          | Ausztria (AUT)          | 8×19+                     | 147,0                       | 167,0              | 83,8  | 18,0               |
| 19.   | David Liu               | Tajvan (TPE)            | 5×19+                     | 89,0                        | 176,0              | 83,0  | 19,0               |
| 20.   | Henrik Valentin         | Dánia (DEN)             | 6×20+                     | 113,0                       | 178,0              | 82,9  | 20,0               |
| 21.   | Csong Szongil           | Dél-Korea (KOR)         | 5×20+                     | 99,0                        | 183,0              | 81,8  | 21,0               |
| 22.   | Konstantīns Kostins     | Lettország (LAT)        | 6×22+                     | 118,0                       | 187,0              | 81,0  | 22,0               |
| 23.   | Murata Micuhiro         | Japán (JPN)             | 5×22+                     | 109,0                       | 201,0              | 79,3  | 23,0               |
| 24.   | Gilberto Viadana        | Olaszország (ITA)       | nem indult                |                             |                    |       | –                  |

### Végeredmény
| Helyezés | Versenyző               | Nemzet                  | Helyezési pontszámok | Helyezési pontszámok | Helyezési pontszámok |
| Helyezés | Versenyző               | Nemzet                  | Rövid program        | Kűr                  | Összesen             |
| -------- | ----------------------- | ----------------------- | -------------------- | -------------------- | -------------------- |
| Arany    | Viktor Petrenko         | Egyesített Csapat (EUN) | 0,5                  | 1,0                  | 1,5                  |
| Ezüst    | Paul Wylie              | Egyesült Államok (USA)  | 1,5                  | 2,0                  | 3,5                  |
| Bronz    | Petr Barna              | Csehszlovákia (TCH)     | 1,0                  | 3,0                  | 4,0                  |
| 4.       | Christopher Bowman      | Egyesült Államok (USA)  | 3,5                  | 4,0                  | 7,5                  |
| 5.       | Alekszej Urmanov        | Egyesített Csapat (EUN) | 2,5                  | 5,0                  | 7,5                  |
| 6.       | Kurt Browning           | Kanada (CAN)            | 2,0                  | 6,0                  | 8,0                  |
| 7.       | Elvis Stojko            | Kanada (CAN)            | 3,0                  | 7,0                  | 10,0                 |
| 8.       | Vjacseszlav Zahorodnyuk | Egyesített Csapat (EUN) | 5,0                  | 8,0                  | 13,0                 |
| 9.       | Michael Slipchuk        | Kanada (CAN)            | 4,0                  | 9,0                  | 13,0                 |
| 10.      | Todd Eldredge           | Egyesült Államok (USA)  | 4,5                  | 11,0                 | 15,5                 |
| 11.      | Grzegorz Filipowski     | Lengyelország (POL)     | 6,5                  | 10,0                 | 16,5                 |
| 12.      | Steven Cousins          | Nagy-Britannia (GBR)    | 6,0                  | 12,0                 | 18,0                 |
| 13.      | Kagijama Maszakazu      | Japán (JPN)             | 5,5                  | 15,0                 | 20,5                 |
| 14.      | Nicolas Petorin         | Franciaország (FRA)     | 7,0                  | 14,0                 | 21,0                 |
| 15.      | Éric Millot             | Franciaország (FRA)     | 8,5                  | 13,0                 | 21,5                 |
| 16.      | Cameron Medhurst        | Ausztrália (AUS)        | 8,0                  | 16,0                 | 24,0                 |
| 17.      | David Liu               | Tajvan (TPE)            | 7,5                  | 19,0                 | 26,5                 |
| 18.      | Ralph Burghart          | Ausztria (AUT)          | 10,0                 | 18,0                 | 28,0                 |
| 19.      | Oula Jääskeläinen       | Finnország (FIN)        | 11,5                 | 17,0                 | 28,5                 |
| 20.      | Konstantīns Kostins     | Lettország (LAT)        | 9,0                  | 22,0                 | 31,0                 |
| 21.      | Csong Szongil           | Dél-Korea (KOR)         | 10,5                 | 21,0                 | 31,5                 |
| 22.      | Henrik Valentin         | Dánia (DEN)             | 12,0                 | 20,0                 | 32,0                 |
| 23.      | Murata Micuhiro         | Japán (JPN)             | 11,0                 | 23,0                 | 34,0                 |
| 24.      | Gilberto Viadana        | Olaszország (ITA)       | 9,5                  | nem indult           | –                    |
| 25.      | Zhang Zhubin            | Kína (CHN)              | 12,5                 | kiesett              | –                    |
| 26.      | Luka Klasinc            | Szlovénia (SLO)         | 13,0                 | kiesett              | –                    |
| 27.      | Marius Negrea           | Románia (ROU)           | 13,5                 | kiesett              | –                    |
| 28.      | I Szumin                | Észak-Korea (PRK)       | 14,0                 | kiesett              | –                    |
| 29.      | Tomislav Čižmešija      | Horvátország (CRO)      | 14,5                 | kiesett              | –                    |
| 30.      | Riccardo Olavarrieta    | Mexikó (MEX)            | 15,0                 | kiesett              | –                    |